# Фидес—КДНП
Партијски савез Фидес—КДНП (мађ. Fidesz–KDNP pártszövetség), раније познат као Савез мађарске солидарности (мађ. Magyar Szolidaritás Szövetsége), десничарска је национално-конзервативна политичка коалиција које чине две политичке странаке у Мађарској, Фидес — Мађарски грађански савез (Фидес) и Демохришћанска народна странка (КДНП). Две странке су заједнички учествовале на свим националним изборима од парламентарних избора 2006. године. Партијски савез Фидес—КДНП влада Мађарском од 2010. године, заједно са двотрећинском већином на републичким изборима 2010, 2014. и 2018. године.

## Историја
Две странке су формирале своју сталну изборну коалицију 10. децембра 2005. године. Након избора 2006, Фидес и КДНП су одвојено формирали посланичке групе, али су успоставили посланички савез у Скупштини.
Технички, Фидес и КДНП су коалиција, али многи сматрају да је КДНП заправо сателитска странка Фидеса, пошто није могла самостално да уђе у Скупштину од 1994. када је једва прешла изборни цензус од 5% гласова. Без Фидеса, подршка КДНП-а се не може мерити, а чак је и водећи политичар Фидеса Јанош Лазар 2011. изјавио да Фидес не сматра владу коалиционом.
Фидес је 3. марта 2021. напустио посланичку Групу Европске народне странке, док је КДНП и даље њен члан.

## Резултати на изборима

### Народна скупштина
| Избори | Гласови   | Гласови | Мандати   | Мандати | Место | Влада            | Вођа         |
| Избори | #         | %       | #         | +/−     | Место | Влада            | Вођа         |
| ------ | --------- | ------- | --------- | ------- | ----- | ---------------- | ------------ |
| 2006.  | 2.272.979 | 42,03%  | 164 / 386 |         | 2.    | опозиција        | Виктор Орбан |
| 2010.  | 2.706.292 | 52,73%  | 263 / 386 | 99      | 1.    | апсолутна већина | Виктор Орбан |
| 2014.  | 2.264.486 | 44,87%  | 133 / 199 | 130     | 1.    | апсолутна већина | Виктор Орбан |
| 2018.  | 2.824.206 | 49,27%  | 133 / 199 | 0       | 1.    | апсолутна већина | Виктор Орбан |
| 2022.  | 3.060.706 | 54,13%  | 135 / 199 | 2       | 1.    | апсолутна већина | Виктор Орбан |

### Европски парламент
| Избори | # гласова | % од важећих | # мандата | +/- | Напомене |
| ------ | --------- | ------------ | --------- | --- | -------- |
| 2009.  | 1.632.309 | 56,36% (1.)  | 14 / 22   |     |          |
| 2014.  | 1.193.991 | 51,48% (1.)  | 12 / 21   | 2   |          |
| 2019.  | 1.824.220 | 52,56% (1.)  | 13 / 21   | 1   |          |